# John N. Dempsey

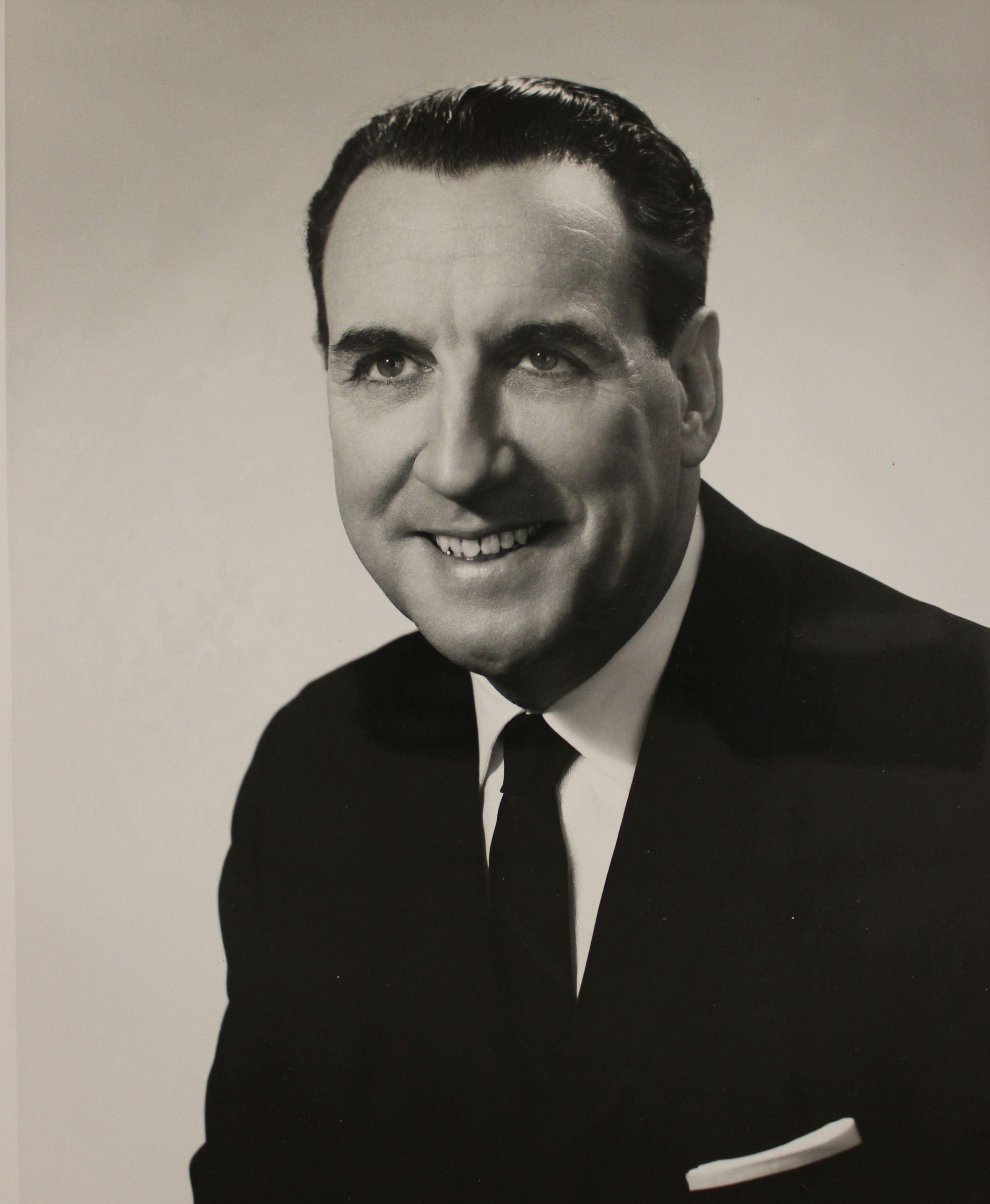
John N. Dempsey

John Noel Dempsey (* 3. Januar 1915 in Cahir, County Tipperary, Irland; † 16. Juli 1989 in Putnam, Connecticut) war ein US-amerikanischer Politiker und von 1961 bis 1971 Gouverneur des US-Bundesstaates Connecticut. Er war Mitglied der Demokratischen Partei.

## Frühe Jahre und politischer Aufstieg
Dempsey besuchte nach seiner Einwanderung aus Irland das Providence College. Anschließend war er zwischen 1938 und 1949 Mitglied des Stadtrats von Putnam. Ferner war er zwischen 1946 und 1948 Executive Secretary des Congresswoman Chase Going Woodhouse. Danach wählte man ihn sechs Amtszeiten in Folge zum Bürgermeister von Putnam. Ferner war er zwischen 1949 und 1955 Abgeordneter im Repräsentantenhaus von Connecticut. Anschließend war er von 1955 bis 1959 leitender Berater des Gouverneurs von Connecticut. Dempsey wurde 1959 zum Vizegouverneur von Connecticut gewählt, eine Stellung, die er bis 1961 innehatte.

## Gouverneur von Connecticut
Nach dem Rücktritt von Gouverneur Abraham A. Ribicoff am 24. Januar 1961 übernahm Dempsey dessen Amtsgeschäfte und diente in dieser Stellung bis 1971. 1969 setzten die legislativen Führer beider Parteien den Legislative Management Act durch, um einen sachkundigen Unterstützungsstab zu gründen und das Operating Budget der Assembly zu kontrollieren. Als Gouverneur Dempsey sein Veto gegen den Gesetzesentwurf einlegte, stimmten beide Häuser einstimmig gegen ihn und setzten so dessen Veto außer Kraft, so dass die General Assembly sich zu einer gleichwertigen Regierungsabteilung entwickelte. Durch dieses Gesetz waren die Gesetzgeber nicht mehr länger von leitenden Dienststellen bezüglich Informationen oder Antworten von leitenden Parteispitzen abhängig. Während seiner Amtszeit war er auch zwischen 1968 und 1969 in der Advisory Commission on Intergovernmental Relations und dem National Governors' Conference Executive Committee tätig. Ferner hatte er von 1963 bis 1965 den Vorsitz über die New England Governors' Conference und von 1969 bis 1970 über die Democratic Governors' Conference.
John N. Dempsey verstarb am 16. Juli 1989 und wurde auf dem St. Mary's Cemetery in Putnam beigesetzt.